# غاري أودونيل
غاري أودونيل (بالإنجليزية: Gary O'Donnell)‏ هو عسكري بريطاني، ولد في 21 يوليو 1968 في إدنبرة في المملكة المتحدة، وتوفي في 10 سبتمبر 2008 في ولاية هلمند في أفغانستان.